# Đồng vị của natri
Có 21 đồng vị đã biết của natri (11Na), từ 18Na tới 37Na (ngoại trừ 38Na vẫn chưa được biết), và hai đồng phân hạt nhân (22mNa và 24mNa). 23Na là đồng vị duy nhất ổn định (và là đồng vị nguyên thủy). Do vậy, natri được coi là nguyên tố đồng vị đơn và có khối lượng nguyên tử tiêu chuẩn 22,98976928(2). Natri có hai đồng vị vũ trụ phóng xạ (22Na, chu kỳ bán rã là 2,6019(6) năm; và 24Na, chu kỳ bán rã ≈ 15 giờ). Ngoại trừ hai đồng vị trên, tất cả các đồng vị khác có chu kỳ bán rã dưới một phút, hầu hết dưới một giây. Đồng vị có chu kỳ bán rã ngắn nhất là 18Na, với chu kỳ bán rã 1,3(4)×10−21 giây.
Phơi nhiễm bức xạ neutron cấp tính (ví dụ, từ tai nạn hạt nhân nguy hiểm) sẽ chuyển đổi một số đồng vị ổn định 23Na trong máu người sang đồng vị 24Na. Bằng cách đo nồng độ của đồng vị này, có thể tính được liều lượng phóng xạ neutron của nạn nhân bị phơi nhiễm.
22Na là một đồng vị phát ra positron với chu kỳ bán rã dài đáng kể. Nó được sử dụng để tạo ra các đối tượng thử nghiệm và các nguồn điểm cho chụp cắt lớp positron.

## Danh sách các đồng vị
| 17 Na                       | 11              | 6               | 17,037270(60)     |                  | p                  | 16 Ne   | (1/2+) |       |   |
| 18 Na                       | 11              | 7               | 18,02688(10)      | 1,3(4) zs        | p=?                | 17 Ne   | 1−#    |       |   |
| 19 Na                       | 11              | 8               | 19,013880(11)     | > 1 as           | p                  | 18 Ne   | (5/2+) |       |   |
| 20 Na                       | 11              | 9               | 20,0073543(12)    | 447,9(2,3) ms    | β+ (75,0(4)%)      | 20 Ne   | 2+     |       |   |
| 20 Na                       | 11              | 9               | 20,0073543(12)    | 447,9(2,3) ms    | β+α (25,0(4)%)     | 16 O    | 2+     |       |   |
| 21 Na                       | 11              | 10              | 20,99765446(5)    | 22,4550(54) s    | β+                 | 21 Ne   | 3/2+   |       |   |
| 22 Na                       | 11              | 11              | 21,99443742(18)   | 2,6019(6) y      | β+ (90,57(8)%)     | 22 Ne   | 3+     | Trace |   |
| 22 Na                       | 11              | 11              | 21,99443742(18)   | 2,6019(6) y      | ε (9,43(6)%)       | 22 Ne   | 3+     | Trace |   |
| 22m1 Na                     | 583,05(10) keV  | 583,05(10) keV  | 583,05(10) keV    | 243(2) ns        | IT                 | 22 Na   | 1+     |       |   |
| 22m2 Na                     | 657,00(14) keV  | 657,00(14) keV  | 657,00(14) keV    | 19,6(7) ps       | IT                 | 22 Na   | 0+     |       |   |
| 23 Na                       | 11              | 12              | 22,9897692820(19) | Stable           | Stable             | Stable  | 3/2+   | 1     | 1 |
| 24 Na                       | 11              | 13              | 23,990963012(18)  | 14,9560(15) h    | β−                 | 24 Mg   | 4+     | Trace |   |
| 24m Na                      | 472,2074(8) keV | 472,2074(8) keV | 472,2074(8) keV   | 20,18(10) ms     | IT (99,95%)        | 24 Na   | 1+     |       |   |
| 24m Na                      | 472,2074(8) keV | 472,2074(8) keV | 472,2074(8) keV   | 20,18(10) ms     | β− (0,05%)         | 24 Mg   | 1+     |       |   |
| 25 Na                       | 11              | 14              | 24,9899540(13)    | 59,1(6) s        | β−                 | 25 Mg   | 5/2+   |       |   |
| 26 Na                       | 11              | 15              | 25,992635(4)      | 1,07128(25) s    | β−                 | 26 Mg   | 3+     |       |   |
| 26m Na                      | 82,4(4) keV     | 82,4(4) keV     | 82,4(4) keV       | 4,35(16) µs      | IT                 | 26 Na   | 1+     |       |   |
| 27 Na                       | 11              | 16              | 26,994076(4)      | 301(6) ms        | β− (99,902(24)%)   | 27 Mg   | 5/2+   |       |   |
| 27 Na                       | 11              | 16              | 26,994076(4)      | 301(6) ms        | β−n (0,098(24)%)   | 26 Mg   | 5/2+   |       |   |
| 28 Na                       | 11              | 17              | 27,998939(11)     | 33,1(1,3) ms     | β− (99,42(12)%)    | 28 Mg   | 1+     |       |   |
| 28 Na                       | 11              | 17              | 27,998939(11)     | 33,1(1,3) ms     | β−n (0,58(12)%)    | 27 Mg   | 1+     |       |   |
| 29 Na                       | 11              | 18              | 29,002877(8)      | 43,2(4) ms       | β− (78%)           | 29 Mg   | 3/2+   |       |   |
| 29 Na                       | 11              | 18              | 29,002877(8)      | 43,2(4) ms       | β−n (22(3)%)       | 28 Mg   | 3/2+   |       |   |
| 29 Na                       | 11              | 18              | 29,002877(8)      | 43,2(4) ms       | β−2n ?             | 27 Mg ? | 3/2+   |       |   |
| 30 Na                       | 11              | 19              | 30,009098(5)      | 45,9(7) ms       | β− (70,2(2,2)%)    | 30 Mg   | 2+     |       |   |
| 30 Na                       | 11              | 19              | 30,009098(5)      | 45,9(7) ms       | β−n (28,6(2,2)%)   | 29 Mg   | 2+     |       |   |
| 30 Na                       | 11              | 19              | 30,009098(5)      | 45,9(7) ms       | β−2n (1,24(19)%)   | 28 Mg   | 2+     |       |   |
| 30 Na                       | 11              | 19              | 30,009098(5)      | 45,9(7) ms       | β−α (5,5(2)%×10−5) | 26 Ne   | 2+     |       |   |
| 31 Na                       | 11              | 20              | 31,013147(15)     | 16,8(3) ms       | β− (> 63,2(3,5)%)  | 31 Mg   | 3/2+   |       |   |
| 31 Na                       | 11              | 20              | 31,013147(15)     | 16,8(3) ms       | β−n (36,0(3,5)%)   | 30 Mg   | 3/2+   |       |   |
| 31 Na                       | 11              | 20              | 31,013147(15)     | 16,8(3) ms       | β−2n (0,73(9)%)    | 29 Mg   | 3/2+   |       |   |
| 31 Na                       | 11              | 20              | 31,013147(15)     | 16,8(3) ms       | β−3n (< 0,05%)     | 28 Mg   | 3/2+   |       |   |
| 32 Na                       | 11              | 21              | 32,020010(40)     | 12,9(3) ms       | β− (66,4(6,2)%)    | 32 Mg   | (3−)   |       |   |
| 32 Na                       | 11              | 21              | 32,020010(40)     | 12,9(3) ms       | β−n (26(6)%)       | 31 Mg   | (3−)   |       |   |
| 32 Na                       | 11              | 21              | 32,020010(40)     | 12,9(3) ms       | β−2n (7,6(1,5)%)   | 30 Mg   | (3−)   |       |   |
| 33 Na                       | 11              | 22              | 33,02553(48)      | 8,2(4) ms        | β−n (47(6)%)       | 32 Mg   | (3/2+) |       |   |
| 33 Na                       | 11              | 22              | 33,02553(48)      | 8,2(4) ms        | β− (40,0(6,7)%)    | 33 Mg   | (3/2+) |       |   |
| 33 Na                       | 11              | 22              | 33,02553(48)      | 8,2(4) ms        | β−2n (13(3)%)      | 31 Mg   | (3/2+) |       |   |
| 34 Na                       | 11              | 23              | 34,03401(64)      | 5,5(1,0) ms      | β−2n (~50%)        | 32 Mg   | 1+     |       |   |
| 34 Na                       | 11              | 23              | 34,03401(64)      | 5,5(1,0) ms      | β− (~35%)          | 34 Mg   | 1+     |       |   |
| 34 Na                       | 11              | 23              | 34,03401(64)      | 5,5(1,0) ms      | β−n (~15%)         | 33 Mg   | 1+     |       |   |
| 35 Na                       | 11              | 24              | 35,04061(72)#     | 1,5(5) ms        | β−                 | 35 Mg   | 3/2+#  |       |   |
| 35 Na                       | 11              | 24              | 35,04061(72)#     | 1,5(5) ms        | β−n ?              | 34 Mg ? | 3/2+#  |       |   |
| 35 Na                       | 11              | 24              | 35,04061(72)#     | 1,5(5) ms        | β−2n ?             | 33 Mg ? | 3/2+#  |       |   |
| 37 Na                       | 11              | 26              | 37,05704(74)#     | 1# ms [> 1,5 µs] | β− ?               | 37 Mg ? | 3/2+#  |       |   |
| 37 Na                       | 11              | 26              | 37,05704(74)#     | 1# ms [> 1,5 µs] | β−n ?              | 36 Mg ? | 3/2+#  |       |   |
| 37 Na                       | 11              | 26              | 37,05704(74)#     | 1# ms [> 1,5 µs] | β−2n ?             | 35 Mg ? | 3/2+#  |       |   |
| 39 Na                       | 11              | 28              | 39,07512(80)#     | 1# ms [> 400 ns] | β− ?               | 39 Mg ? | 3/2+#  |       |   |
| 39 Na                       | 11              | 28              | 39,07512(80)#     | 1# ms [> 400 ns] | β−n ?              | 38 Mg ? | 3/2+#  |       |   |
| 39 Na                       | 11              | 28              | 39,07512(80)#     | 1# ms [> 400 ns] | β−2n ?             | 37 Mg ? | 3/2+#  |       |   |
| This table header & footer: |                 |                 |                   |                  |                    |         |        |       |   |

1. ↑  mNa –  Excited nuclear isomer.
2. ↑  ( ) –  Uncertainty (1σ) is given in concise form in parentheses after the corresponding last digits.
3. ↑  # –  Atomic mass marked #: value and uncertainty derived not from purely experimental data, but at least partly from trends from the Mass Surface (TMS).
4. 1 2  # –  Values marked # are not purely derived from experimental data, but at least partly from trends of neighboring nuclides (TNN).
5. ↑  
Các dạng phân rã:
| IT: | Isomeric transition |
| n:  | Phát xạ neutron     |
| p:  | Phát xạ proton      |
6. ↑  Bold symbol as daughter –  Daughter product is stable.
7. ↑  ( ) spin value –  Indicates spin with weak assignment arguments.
8. ↑  Decay mode shown has been observed, but its intensity is not known experimentally.
9. 1 2  Cosmogenic nuclide
10. 1 2 3 4 5 6 7 8 9  Decay mode shown is energetically allowed, but has not been experimentally observed to occur in this nuclide.

### Sách tham khảo
- Khối lượng các đồng vị được trích dẫn từ
  - G. Audi; A. H. Wapstra; C. Thibault; J. Blachot; O. Bersillon (2003). "The NUBASE evaluation of nuclear and decay properties" (PDF). Nuclear Physics A. Quyển 729. tr. 3–128. Bibcode:2003NuPhA.729....3A. doi:10.1016/j.nuclphysa.2003.11.001. Bản gốc (PDF) lưu trữ ngày 23 tháng 9 năm 2008.
- Thành phần đồng vị và khối lượng nguyên tử chuẩn được trích dẫn từ:
  - J. R. de Laeter; J. K. Böhlke; P. De Bièvre; H. Hidaka; H. S. Peiser; K. J. R. Rosman; P. D. P. Taylor (2003). "Atomic weights of the elements. Review 2000 (IUPAC Technical Report)". Pure and Applied Chemistry. Quyển 75 số 6. tr. 683–800. doi:10.1351/pac200375060683.
  - M. E. Wieser (2006). "Atomic weights of the elements 2005 (IUPAC Technical Report)". Pure and Applied Chemistry. Quyển 78 số 11. tr. 2051–2066. doi:10.1351/pac200678112051. {{Chú thích tạp chí}}: Đã bỏ qua tham số không rõ |lay-url= (trợ giúp)
- Dữ liệu về chu kỳ bán rã, spin, và đồng phân được trích dẫn từ các nguồn sau đây.
  - G. Audi; A. H. Wapstra; C. Thibault; J. Blachot; O. Bersillon (2003). "The NUBASE evaluation of nuclear and decay properties" (PDF). Nuclear Physics A. Quyển 729. tr. 3–128. Bibcode:2003NuPhA.729....3A. doi:10.1016/j.nuclphysa.2003.11.001. Bản gốc (PDF) lưu trữ ngày 23 tháng 9 năm 2008.
  - National Nuclear Data Center. "NuDat 2.1 database". Brookhaven National Laboratory. Truy cập tháng 9 năm 2005. {{Chú thích web}}: Kiểm tra giá trị ngày tháng trong: |access-date= (trợ giúp)
  - N. E. Holden (2004). "Table of the Isotopes". Trong D. R. Lide (biên tập). CRC Handbook of Chemistry and Physics (ấn bản thứ 85). CRC Press. Section 11. ISBN 978-0-8493-0485-9.
- Natri-22 là chất khởi đầu nhiệt hạch:
  - Brian Wang. "Positron Dynamics near term work to proving out antimatter catalyzed deuterium fusion propulsion with over 100,000 ISP". NextBig Future. Truy cập ngày 25 tháng 10 năm 2016.